# IC 4303
IC 4303 је спирална галаксија у сазвјежђу Хидра која се налази на листи објеката дубоког неба у Индекс каталогу.
Деклинација објекта је - 28° 39' 28" а ректасцензија 13h 37m 18,2s. Привидна величина (магнитуда) објекта IC 4303 износи 14,5 а фотографска магнитуда 15,3. IC 4303 је још познат и под ознакама ESO 444-83, MCG -5-32-51, PGC 48104.